# Școndru
Școndrul este o bucată de lemn groasă, folosită pentru a marca pericole de navigație, precum și pentru a menține la distanță de mal o navă (ambarcațiune) fluvială acostată.